# Thagria williami
Thagria williami är en insektsart som beskrevs av Nielson 1977. Thagria williami ingår i släktet Thagria och familjen dvärgstritar. Inga underarter finns listade i Catalogue of Life.